# 85. østlige længdekreds
Den 85. østlige længdekreds (eller 85 grader østlig længde) er en længdekreds, der ligger 85 grader øst for nulmeridianen. Den løber gennem Ishavet, Asien, det Indiske Ocean, det Sydlige Ishav og Antarktis.